# Едмон Дебомарше
Едмонд Поль Дебомарше (нар. 15 грудня 1906, Діжон (Кот-д'Ор) — 28 березня 1959, Сюрен (О-де-Сен) — військовий діяч Франції, герой Опору, нагородженим Орденом визволення Франції («соратник визволення»).

## Біографія
Будучи спочатку авіатором, не зміг стати пілотом через слабкий зір. Після цього йде на службу на Пошту, телеграф і телефон (французька служба зв'язку та пошти). Мобілізований у вересні 1939 року як зв'язківець, демобілізований у червні 1940 року, і, відмовившись від поразки, вступає до лав опору.

#### Друга світова війна
У поштовому міністерстві PTT Ернест Прувост, за сприяння Сімони Мішель-Леві і Моріса Орве створює групу опору національного рівня під назвою ACTION PTT, до якої Дебомарше приєднується трохи пізніше. У 1942 році він створив штаб PTT, так званий «Опір PTT» або «Служби зв'язку», на півночі. Згодом деякі члени опору перегруповуються, Action PTT і штаб PTT об'єднуються в 1943 році в «Опір PTT».
Штаб PTT бере на себе поштовий зв'язок «Братства Нотр-Дам», розвідувальної мережі, створеної полковником Ремі, і співпрацює з більш воєнними цілями з Цивільною і військовою організацією CMO. У липні 1943 року Служба швидкої допомоги, яку він створив для доставки нелегальної пошти, досягла Нормандії.

### День J / день D.Висадка в Нормандії
Після першого арешту гестапо 2 січня 1944 роки йому вдалося отримати три секретних кодифікаційних код, які використовуються французьким військом Дарнанда, і використовувати їх для розшифровки копій всіх зашифрованих телеграм, які проходять через паризький телеграфний центр і передати їх британським секретним службам. У день J він запобіг всіх руйнувань і диверсій каналів телефонного зв'язку відповідно до свого «фіолетовим» планом, прийнятим англійцями, проти диверсій телекомунікацій противником, для супроводу висадки союзників у Нормандії.